# Chengam
Chengam är en ort i Indien.   Den ligger i distriktet Tiruvannamalai och delstaten Tamil Nadu, i den södra delen av landet, 1 800 km söder om huvudstaden New Delhi. Chengam ligger 277 meter över havet och antalet invånare är 23 904.
Terrängen runt Chengam är platt åt sydost, men åt nordväst är den kuperad. Runt Chengam är det tätbefolkat, med 257 invånare per kvadratkilometer. Det finns inga andra samhällen i närheten. Omgivningarna runt Chengam är en mosaik av jordbruksmark och naturlig växtlighet.